# Alberto Campi
 (décembre 2019).
Pour les articles homonymes, voir Campi (homonymie).
Alberto Campi, né le 18 septembre 1982, est un photo-reporter italien, membre du collectif des journalistes indépendants We Report.

## Carrière
Depuis la création de We Report en 2014, il réalise des reportages et des enquêtes journalistiques à l'échelle européenne, sur des thèmes de société tels que les frontières et les migrations, l'environnement ou le rôle de la mémoire.
Entre 2012 et 2018, il est correspondant du mensuel suisse La Cité. 
En 2019, il publie Spomenik : l'utopie de la mémoire après plusieurs années de recherche dans les Balkans. Cet ouvrage est publié aux éditions La Cité.

## Prix
- 2012 : Premier prix du Swiss Photo Award[4], catégorie «Reportage», pour son travail sur la migration en Grèce, « Beyond Evros Wall »[2].
- 2016 : Prix DevReporter avec Mathieu Martiniere et Daphné Gastaldi pour des reportages sur les Roms en Roumanie et Slovaquie[1]
- 2017 : World Report Award dans la catégorie « Single Shot » au festival de la photographie éthique de Lodi[5]
- 2020 : Premio Giornalisto Carla Agustoni «A Carrara sulle tracce del marmo della discordia» avec Federico Franchini [6].

## Publications
- « Lunik IX. L’échec d’un programme d’intégration forcée », Urbanités,‎ 2017 (lire en ligne).
- Cristina Del Biaggio et Raphaël Rey, « Contraints de vivre sous terre à Genève. Les exilés et la société civile face à l’accueil indigne », Urbanités,‎ 2017 (lire en ligne).
- Spomenik. L’utopie de la mémoire, Éditions La Cité, 2019  (ISBN 978-88-941608-5-7)
- Il Mare colore veleno, di Fabio Lo Verso, Fazi Editore 2023  (ISBN 9791259674609)